# 布罗维利耶
布罗维利耶（法語：Brauvilliers，法語發音：[bʁovilje]）是法国默兹省的一个市镇，属于巴勒迪克区。

## 地理
布罗维利耶（48°34'49"N, 5°9'0"E）面积9.26 平方千米，位于法国大東部大區默兹省，该省份为法国西北部内陆省份，北与比利时接壤，西接马恩省和阿登省，南至上马恩省和孚日省，东临默尔特-摩泽尔省。
与布罗维利耶接壤的市镇（或旧市镇、城区）包括：舍维永、马恩河畔丰泰内、纳尔西、佩尔图瓦地区瑞维尼、莫莱、佩尔图瓦地区萨沃尼埃。

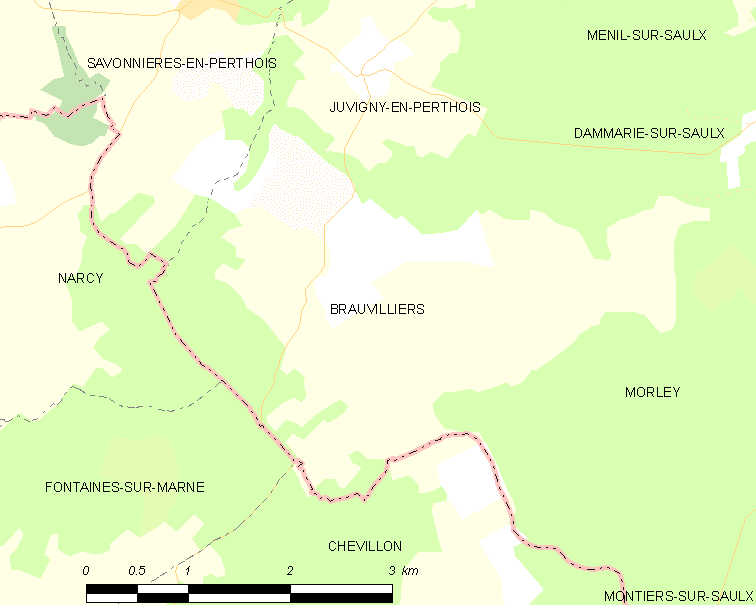
布罗维利耶的OSM定位图

布罗维利耶的时区为UTC+01:00、UTC+02:00（夏令时）。

## 行政
布罗维利耶的邮政编码为55170，INSEE市镇编码为55075。

## 政治
布罗维利耶所属的省级选区为利尼昂巴鲁瓦县。

## 人口

1962-2008年间布罗维利耶人口变化图示

布罗维利耶于2022年1月1日时的人口数量为164人。